# Météorologiques (Aristote)
Pour les articles homonymes, voir Météorologiques.

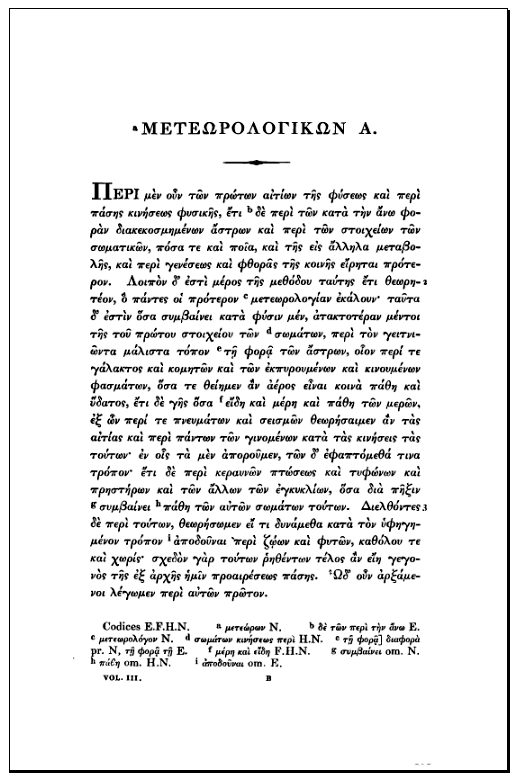
Première page des Météorologiques.

Le traité des Météorologiques (en grec ancien Μετεωρολογικῶν) est un ouvrage composé par Aristote, en quatre livres. Au sens étymologique du grec μετέωρα / metéôra, c’est une étude des corps et des phénomènes célestes qui se produisent dans une zone moyenne entre la lune et la terre. Aristote étudie principalement les exhalaisons tantôt « sèches et fumeuses » qui résultent de l’action du soleil sur la terre, tantôt « humides et vaporeuses » quand cette action se produit sur l’eau ou sur une terre mouillée. Ainsi, des phénomènes comme les vents, l’éclair, la foudre, les trombes, la neige, la grêle etc. sont expliqués, mais souvent de façon arbitraire. On ne peut pas considérer l’ouvrage comme un traité de météorologie au sens moderne du terme.

## Analyse de l'œuvre

### Livre I
D'après Aristote, le monde terrestre est une masse de forme sphérique constituée de quatre éléments : la terre, puis l'eau qui la recouvre, tant celle de la mer que celle des continents, l'air, le feu enfin, différent du feu terrestre, et qui est le produit du mouvement circulaire de la région supérieure en contact avec l'air. Au-delà de ces quatre éléments, Aristote admet la présence de l'éther, hypothèse dont il est l’inventeur. Mais il s'appuie sur la tradition mythique pour affirmer l’existence préhistorique de cette notion. Il considère le globe comme le centre du monde mais admet sa petite taille, et son éloignement par rapport au Soleil et aux autres astres. Pour lui, la terre n'est qu'un point dans l'univers, qui n'a pas été fait pour elle.
Tous les « météores » c’est-à-dire les phénomènes célestes, sont produits par l'action des quatre éléments, surtout de l'eau et de l'air, par la chaleur du Soleil et par le mouvement universel. Ainsi, l'eau s'évapore sans cesse, et elle monte sous cette forme dans les régions plus hautes de l'atmosphère, pour en redescendre bientôt sous des formes diverses. L'air renferme aussi une autre partie non moins importante que la vapeur, à savoir la sécrétion, qui s'échappe de la terre ferme. De ces « météores », les uns sont substantiels (pluie, neige, grêle, rosée), les autres ne sont que des apparences et des jeux de la lumière (halo, parhélie, arc-en-ciel).
Aristote commence par les phénomènes qui se passent dans les régions les plus éloignées et fait d'abord la théorie des comètes et de la voie lactée, puis s'intéresse aux « météores » qui sont plus près de nous : l'océan atmosphérique, la formation des nuages et du brouillard, la rosée, la gelée blanche, la pluie, la neige, la grêle, sur laquelle il s'arrête un peu plus longuement.
Il entame ensuite une digression sur la formation des eaux à la surface du globe. Il prouve que les plus grands fleuves prennent toujours leurs sources au pied des montagnes les plus hautes. Il traite des empiétements continuels des eaux sur la terre ferme et de la terre ferme sur les eaux, de la lenteur séculaire de ces grandes mutations, et de l'incertitude des traditions, due à la brièveté inévitable des souvenirs humains, des migrations des peuples se succédant sans se transmettre la mémoire des bouleversements survenus, cause de ces migrations.

### Livre II
Aristote soutient contre Démocrite que l'état actuel des mers remonte au commencement du monde. La mer n'a pas de sources à la manière des fleuves, mais il s'est établi, dès l'origine, comme une sorte de circulation où les eaux marines en s'évaporant fournissent la matière des pluies, et où la pluie fournit la matière des fleuves, qui rendent à la mer ce qu'ils ont reçu. Il traite ensuite de l'eau de mer et fait plusieurs observations : la vapeur d'eau de mer ne contient pas de salure, l'eau de mer est plus lourde que l'eau douce.
Puis il procède à la théorie des vents, dont il rapporte la formation à l'exhalaison qui traverse l'atmosphère, et à la chaleur du soleil. Le principe moteur des vents se trouve dans les hautes parties du ciel ; la matière en est fournie par l'exhalaison sèche, qui sort de la terre. La violence des vents et les propriétés qui les distinguent dépendent beaucoup des lieux où ils soufflent. La terre habitable forme réellement deux zones, l'une en deçà, l'autre au-delà de l'équateur, et séparées par la zone torride, où les hommes ne peuvent plus vivre à cause de la chaleur étouffante de ces contrées. Ainsi, le vent du sud ne vient pas, du pôle opposé à notre pôle boréal, il vient de la zone torride et ne la dépasse pas. 
Il déclare que les tremblements de terre sont l'action des perturbations de l'air, non dans l'atmosphère, mais dans le sein du globe terrestre. Et l'éclair, le tonnerre, la foudre, l'ouragan et la trombe, sont l'action diverse des exhalaisons, soit sèches, soit humides.

### Livre III
Enfin il explique les phénomènes que cause la lumière et qui ne sont au fond que des apparences : halo, parhélie, « verges lumineuses », et surtout l'arc-en-ciel. Ce dernier est un simple effet de réfraction. Aristote avait entrepris de longues et minutieuses observations sur les miroirs, et il avait remarqué que, dans une foule de cas, surtout quand les facettes des miroirs sont extrêmement petites, le miroir reproduit la couleur sans reproduire la forme. Il part de ce principe pour affirmer que les gouttelettes des nuages font, à l'égard de la lumière du soleil, l'office de miroirs, et qu'elles la réfractent, sans que la figure même de l'astre y soit reproduite.
L'arc-en-ciel n'a que trois couleurs bien tranchées, le violet, le vert et le rouge. Le jaune, qui s'y montre aussi parfois d'une manière assez frappante, ne résulte que du contraste des couleurs voisines. Parfois, il y a deux arcs-en-ciel au lieu d'un seul ; mais dans le second, les teintes sont toujours plus pâles ; et en outre, elles sont rangées dans un ordre inverse. Une particularité fort remarquable de l'arc-en-ciel, et qui le distingue du halo, c'est qu'il ne forme jamais qu'un demi-cercle sans arriver à un plus grand développement. À mesure que le soleil s'élève sur l'horizon, pour parvenir au méridien, l'arc-en-ciel décroît, et il s'agrandit de plus en plus, à mesure que le soleil décline ; mais en aucun cas, il ne peut dépasser la demi-circonférence.

### Livre IV
Le quatrième livre est apocryphe et a parfois été attribué à Straton de Lampsaque. C’est la première tentative de chimie dans l’Antiquité. Il illustre la difficulté rencontrée par les disciples d’Aristote à résoudre la question de la constitution de la matière en conservant la relation entre cause seconde (en grec συναίτιον) et cause finale ; la théorie atomiste de Démocrite redevient dès lors une hypothèse de travail. Ce livre traite des substances en général, et s'éloigne de la météorologie. Des quatre propriétés des éléments, deux sont actives, le froid et le chaud ; deux sont passives, le sec et l'humide. Le froid et la chaleur, combinant ou désagrégeant l'humide et le sec, forment tous les corps si variés que nous observons. Décrire ces corps, se coagulant ou se liquéfiant sous l'action du chaud et du froid, se solidifiant ou se mettant en fusion, etc., c'est encore l'œuvre de la météorologie. D'après l’auteur de ce livre IV, cette étude est une préparation indispensable à celle des substances, soit homogènes, soit non-homogènes, dont se composent les plantes et même les animaux.

## Postérité
Toute la météorologie des Anciens a reposé sur le traité d’Aristote, surtout peut-être à travers Théophraste.  Strabon, Posidonios d'Apamée, Ératosthène, Lucrèce, Sénèque et Pline l'Ancien ont étudié et cité les Météorologiques ; Alexandre d'Aphrodise, Olympiodore, et Jean Philopon les ont commentés. À l’époque moderne, c’est encore le fonds sur lequel vit la météorologie médiévale, et même celle de Descartes pour tout ce qu’elle doit au Moyen Âge. 

## Traductions
- Météorologie, traduction de Jean Barthélémy Saint-Hilaire, Paris, 1863, Google Livres.
- Météorologiques, en deux volumes, édition et traduction de P. Louis, Les Belles Lettres, 2002.
- Météorologiques, édition et traduction de Pierre Thillet, Gallimard, 2008.
- Météorologiques, traduction de Jocelyn Groisard, Garnier-Flammarion, 2008.